# توماس هال (قایقران)
توماس هال (انگلیسی: Thomas Hall؛ زادهٔ ۲۱ فوریهٔ ۱۹۸۲) قایقران کانو اهل کانادا است.